# Astichus ciliatus
Astichus ciliatus is een vliesvleugelig insect uit de familie Eulophidae. De wetenschappelijke naam is voor het eerst geldig gepubliceerd in 1897 door Howard.